# Députation forale de Navarre
 (mars 2023).
Le contenu est difficilement compréhensible vu les erreurs de traduction, qui sont peut-être dues à l'utilisation d'un logiciel de traduction automatique.

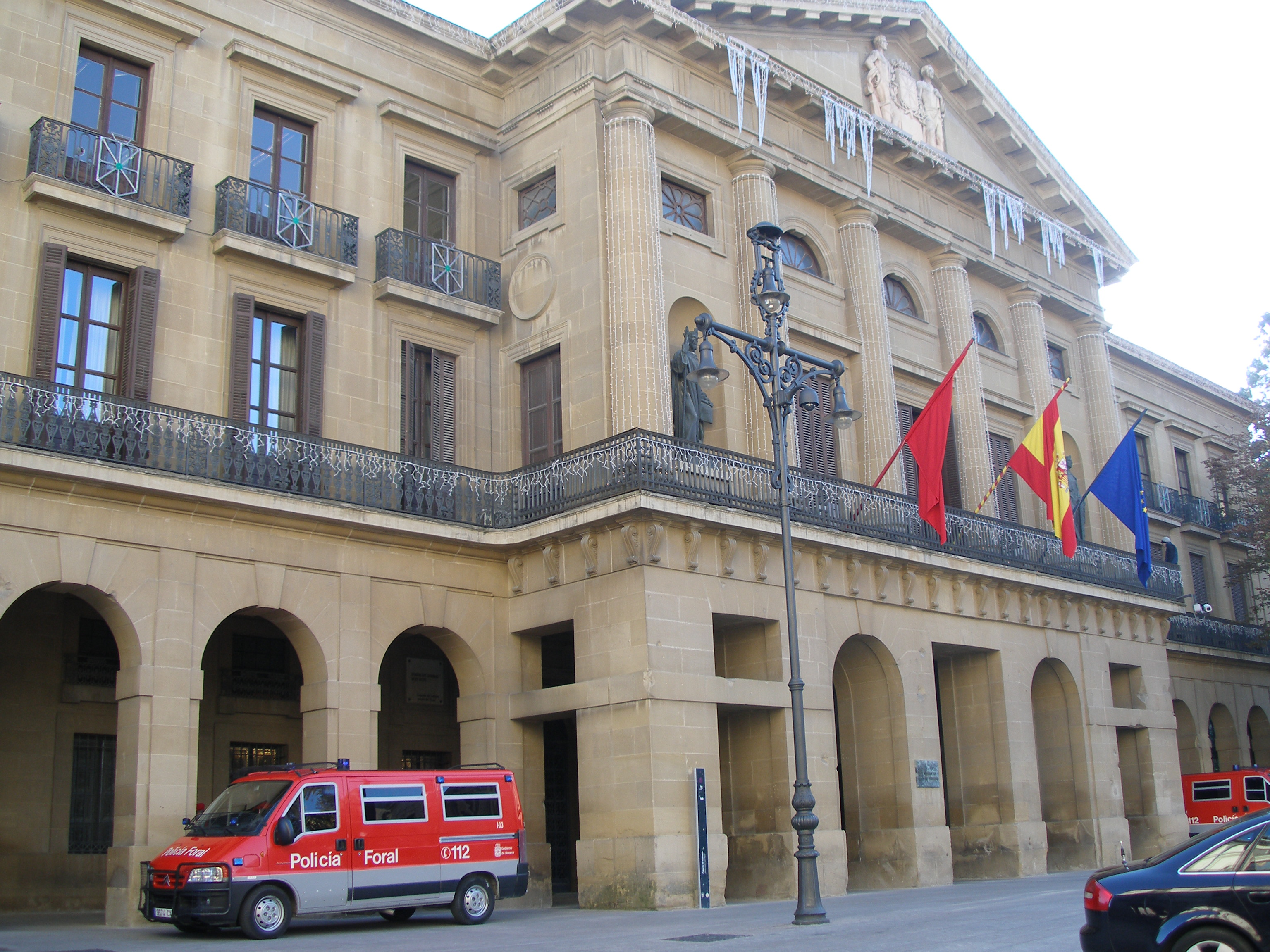
Le Palais de Navarre, également connu comme la Diputación, a été le siège de l'institution depuis sa construction jusqu'à sa conversion en Gouvernement de Navarre en 1984.

La Députation forale de Navarre (Diputación Foral de Navarra en espagnol) a été l'institution créée en 1839 pour la province de la communauté forale de Navarre (Espagne) comme organe représentatif de la province à laquelle elle travaille pour sa gestion économique et administrative de sa compétence avec la juridiction sur la totalité du territoire provincial. Initialement, avec le nom de Diputación provincial de Navarra et depuis 1867 s'est auto-dénommée « Forale ». Son nom précédent, la Diputación de Navarra, est apparu au XVe siècle quand le royaume de Navarre était indépendant, constituant en 1501, avec six  députés, deux par chaque parties des Cortes de Navarre et avec la mission de veiller à l'administration des alcabalas, veillant aux Fors, etc. À partir de 1678, quand la conquête de la Navarre s'était produite et a été consolidée, sa composition a été définitivement établie avec sept députés : un de la partie  ecclésiastique, deux du militaire et quatre des villes, ceux-ci seulement avec deux votes. Il a eu moins de pouvoir, moins de facultés et moins de richesses que son homologue, la Diputación de la Couronne d'Aragon.
Quand elle a été créée en 1839, elle a été un des pas pour éliminer la structure de gouvernement du royaume de Navarre à partir de la convention de Bergara. Elle était composée de sept membres, un par mérindade sauf celle de Pampelune et d'Estella qu'apportent tous deux, par sa plus grande richesse et population. La nouvelle institution accumule les pouvoirs qu'avant les autres n'avaient que celui de Foral (la Diputación du Reino  et le Consejo de Navarre) et celles récemment créées dans les autres provinces. Les provinces ont été créées en 1833 par Javier de Burgos.
Il y a eu plus tard un second pas dans lequel on a mis en vigueur la Ley de Modificación de Fueros (Loi de modification des fors) de Navarre. Par elle disparaissent définitivement les institutions politiques de ce qui a été l'ancien royaume en 1841.
Dans cette loi il y a plusieurs références à la députation récemment créée :
Artículo 9º. La elección de Vocales de la Diputación deberá verificarse por las reglas generales, conformr a las leyes vigentes o que se adopten para las demás provincias, sin retribución ni asignación alguna por el ejercicio de sus cargos. artículo 10º. La Diputación provincial, en cuanto a al administración de productos de los Propios, rentas, efectos vecinales, arbitrios y propiedades de los pueblos y de la provincia, tendrá las mismas facultades que ejecían el Consejo de Navarra y la Diputación del Reino [...]
Dans l'article 13, il est désigné en outre au Jefe Político (Chef politique)  comme l'autorité civile maximale, comme dans les autres provinces.
La Diputación a créé en 1898 les Consejo Foral comme organe consultatif, qui a été remplacés par le Parlement Foral en 1979, lequel a acquis certaines facultés de contrôle sur la Diputación.
La députation forale de Navarre sera maintenue depuis 1839 jusqu'en 1984 où elle sera transformée en gouvernement de Navarre, bien qu'elle maintienne aussi comme seconde dénomination celle de Diputación Foral de Navarra, après l'approbation de la Loi Organique de Réintégration et d'Amélioration du Régime Foral de Navarre en 1982 après négociation sans consulter la population. Elle est présidée par un président choisi par le Parlement de Navarre.

## Présidents de la députation forale de Navarre
La présidence de la Diputación était montrée par le gouverneur civil de Navarre qui était nommé par le Gouvernement Espagnol. Il a rarement été navarrais.

## Vice-présidents de la députation forale de Navarre
Le Président était le Gouverneur Civil auquel était soumis le commandement de la Députation et pourtant la charge d'un plus haut rang dans la Députation était celui du vice-président.
- 1840 3 mars. Justo Galarza, Fermín Gamio.
- 1841 janvier. Tiburcio Irigoyen.
- 1843 octobre. Domingo Luis de Jaúregui.
- 1847 aout. Lorenzo Mutilúa.
- 1850 avril. Javier Loyola.
- 1852 avril. Fernando Larrainzar.
- 1854 avril. Juan Pedro Aguirre.
- 1854 aout. Tiburcio Irigoyen.
- 1858 18 juillet. Bonifacio Garcés de Los Fayos.
- 1860 avril. Pablo Matías Elorz.
- 1862 avril. José Peralta.
- 1864 janvier. José Peralta.
- 1866 janvier. Nicasio Zabalza.
- 1867 janvier. Nicasio Zabalza.
- 1868 5 octobre. Tomás Azcárate.
- 1871 février-mars. Barón de San Vicente Ferrer.
- 1872 novembre. Esteban Camón.
- 1874 8 janvier. Luis Iñarra.
- 1875 mars. Luis Iñarra.
- 1877 mars. Luis Iñarra.
- 1878 novembre. Luis Iñarra.
- 1880 novembre. Raimundo Díaz y Medrano.
- 1883 janvier. Raimundo Díaz y Medrano.
- 1884 novembre. Domingo de Alsúa e Iñarra.
- 1886 novembre. Silvestre Goicoechea y Ataun.
- 1888 novembre. Francisco Beruete y Ostiz.
- 1891 janvier. Manuel Jadraque y Olaso.
- 1892 novembre. Ramón Eseverri y Eseverri.
- 1896 novembre. Ramón Eseverri y Eseverri.
- 1898 novembre. Serafín Mata y Oneca.
- 1901 avril. Ulpiano Errea y Lorente.
- 1903 avril. Ulpiano Errea y Lorente.
- 1905 avril. Manuel Albístur.
- 1907 avril. Manuel Albístur.
- 1909 décembre. Manuel Larraya.
- 1911 mai. Manuel Larraya.
- 1913 mai. Blas Morte.
- 1915 mai. Blas Morte.
- 1917 mai. Antonio Baztán.
- 1919 aout. Lorenzo Oroz y Urriza.
- 1921 aout. Lorenzo Oroz y Urriza.
- 1923 aout. Gabriel Erro.
- 1926 aout. Joaquín de Borja.
- 1928 mai. Joaquín de Borja.
- 1930 février-mars. Joaquín María Gastón.
- 1931 avril. Constantino Salinas.
- 1933 juin. Constantino Salinas.
- 1934 janvier. Serafín Yanguas.
- 1935 février. Juan Pedro Arraiza.
- 1940 16 mai. Tomás Domínguez Arévalo (Comte de Rodezno).
- 1952 avril. Miguel Gortari.
- 1955 avril. Miguel Gortari.
- 1958 avril. Miguel Gortari.
- 1961 avril. Miguel Gortari.
- 1964 avril. Félix Huarte Goñi.
- 1967 avril. Félix Huarte Goñi.
- 1971 avril. Amadeo Marco Ilincheta.
- 1974 avril. Amadeo Marco Ilincheta.
- 1979 avril. Jaime Ignacio del Burgo.
- 1980 septembre. Juan Manuel Arza Muñazuri.
- 1984 14 janvier. Jaime Ignacio del Burgo.

## Alphonse XIII
| Pampelune       | Juan J. Juanmartiñena      | Carliste integriste |
| Pampelune       | Francisco Usechi Fernández | Libéral romanoniste |
| Estella         | Antonio Baztán Goñi        | Libéral romanoniste |
| Estella         | Francisco Martínez Alsúa   | Jaimiste            |
| Aoiz (Sangüesa) | Javier Sanz Sanz           | Jaimiste            |
| Tafalla (Olite) | José M. Badarán Yanguas    | Libéral romanoniste |
| Tudela          | Martín Mª Guelbenzu Martín | Libéral romanoniste |

## Gestionnaire créée en janvier 1930
Gestionnaire dont le général Dámaso Berenguer, en ce temps-là président du Gouvernement Espagnol après le renoncement de Miguel Primo de Rivera, a disposé avec des députés élus avant 1923, en 1930.
| Pampelune       | Joaquín María Gastón |  |
| Pampelune       | Ignacio Baleztena    |  |
| Estella         | Manuel Irujo         |  |
| Tafalla (Olite) | José María Modet     |  |
| Aoiz (Sangüesa) | Javier Sanz Sanz     |  |
| Tafalla (Olite) | José María Badarán   |  |
| Tudela          | Ramón Lasantas       |  |

## Gestionnaire créée en avril 1931
Par des pressions du bloc républicain- socialiste le gouvernement désigne une Commission Gestionnaire provinciale qui a pris possession le 25 avril. En juin 1933 on a aussi couvert quatre vides par désignation gouvernementale jusqu'à la rénovation en janvier 1934.

## Gestionnaire créée en janvier 1935
Après la Révolution de 1934 ont été cessés à 32 mairies de gauches, raison pour laquelle la Diputación Foral a été choisie à partir des mairies et composée par les membres suivants :
| Pampelune       | Juan Pedro Arraiza Baleztena | Indépendant de droite       |
| Pampelune       | Genaro Larrache              | Comunión Tradicionalista    |
| Estella         | Félix Díaz Martínez          | Comunión Tradicionalista    |
| Estella         | Juan Ochoa Jaén              | Unión Navarra               |
| Aoiz (Sangüesa) | José Gómez Itoiz             | Comunión Tradicionalista    |
| Tafalla (Olite) | Arturo Monzón Jiménez        | Unión Navarra               |
| Tudela          | Cándido Frauca Barreneche    | Partido Republicano Radical |

## Franquisme
| Pampelune       | Cesareo Sanz Orrio        | carliste    |
| Pampelune       | Santiago Ferrer Galdeano  | indépendant |
| Estella         | Javier Martínez Morentin  | carliste    |
| Estella         | Julio Pozueta Jaén        | Phalangiste |
| Aoiz (Sangüesa) | Amadeo Marco Ilincheta    | carliste    |
| Tafalla (Olite) | Francisco Uranga Galdeano | Phalangiste |
| Tudela          | Tomás Domínguez Arévalo   | carliste    |